# 반둥
반둥(인도네시아어: Bandung)은 인도네시아의 서부 자와섬에 위치한 서자와주의 주도로, 인도네시아에서는 3번째로 큰 도시이다.
2018년 아시안 게임의 축구 경기가 개최된 도시 중 하나다.

## 역사
반둥은 인도네시아가 첫 독립을 약 300년 간의 네덜란드 지배에서 벗어난 후에 다시 일본의 지배를 3년간 받은 후, 1945년 인도네시아가 영구 독립하면서 인도네시아 정부의 부속 도시로서 지금까지 존재하고 있다. 현재는 타이완의 중싱 신촌과 비슷하게 신도시로 조성되어 있는 것으로 알려져 왔다.

## 위치
자카르타가 있는 자와섬 서부에 있으며, 자카르타에서 고속도로를 이용하여 약 3시간, 공항에서 약 3시간이 소요된다. 또한, 파라향안(Parahyangan) 기차와 아르고 게데(Argo Gede) 기차를 이용하여 약 3시간 거리에 위치하고 있다.

## 경제
관광업, 제조업, 제약산업, 1차산업에 주로 의존하고 있다.

## 기후
| 반둥의 기후                                                                           | 반둥의 기후  | 반둥의 기후  | 반둥의 기후   | 반둥의 기후   | 반둥의 기후  | 반둥의 기후  | 반둥의 기후 | 반둥의 기후 | 반둥의 기후 | 반둥의 기후  | 반둥의 기후   | 반둥의 기후   | 반둥의 기후     |
| 월                                                                                    | 1월          | 2월          | 3월           | 4월           | 5월          | 6월          | 7월         | 8월         | 9월         | 10월         | 11월          | 12월          | 연간            |
| ------------------------------------------------------------------------------------- | ------------ | ------------ | ------------- | ------------- | ------------ | ------------ | ----------- | ----------- | ----------- | ------------ | ------------- | ------------- | --------------- |
| 역대 최고 기온 °C (°F)                                                                | 32.2 (90.0)  | 31.1 (88.0)  | 32.2 (90.0)   | 30.6 (87.1)   | 31.1 (88.0)  | 30.6 (87.1)  | 30.6 (87.1) | 31.1 (88.0) | 32.8 (91.0) | 34.4 (93.9)  | 33.9 (93.0)   | 31.1 (88.0)   | 34.4 (93.9)     |
| 일평균 최고 기온 °C (°F)                                                              | 28.0 (82.4)  | 27.7 (81.9)  | 28.7 (83.7)   | 28.9 (84.0)   | 28.9 (84.0)  | 28.7 (83.7)  | 28.6 (83.5) | 29.3 (84.7) | 30.0 (86.0) | 30.0 (86.0)  | 29.1 (84.4)   | 28.5 (83.3)   | 28.9 (84.0)     |
| 일일 평균 기온 °C (°F)                                                                | 24.2 (75.6)  | 24.0 (75.2)  | 24.5 (76.1)   | 24.8 (76.6)   | 24.6 (76.3)  | 24.2 (75.6)  | 23.8 (74.8) | 24.0 (75.2) | 24.6 (76.3) | 24.9 (76.8)  | 24.7 (76.5)   | 24.4 (75.9)   | 24.4 (75.9)     |
| 일평균 최저 기온 °C (°F)                                                              | 20.4 (68.7)  | 20.3 (68.5)  | 20.4 (68.7)   | 20.7 (69.3)   | 20.3 (68.5)  | 19.7 (67.5)  | 19.0 (66.2) | 18.6 (65.5) | 19.2 (66.6) | 19.9 (67.8)  | 20.3 (68.5)   | 20.3 (68.5)   | 19.9 (67.9)     |
| 역대 최저 기온 °C (°F)                                                                | 15.0 (59.0)  | 15.6 (60.1)  | 15.0 (59.0)   | 13.9 (57.0)   | 13.9 (57.0)  | 11.7 (53.1)  | 11.1 (52.0) | 11.7 (53.1) | 11.7 (53.1) | 13.9 (57.0)  | 12.8 (55.0)   | 15.0 (59.0)   | 11.1 (52.0)     |
| 평균 강수량 mm (인치)                                                                 | 174.8 (6.88) | 199.9 (7.87) | 343.2 (13.51) | 275.5 (10.85) | 212.5 (8.37) | 109.9 (4.33) | 77.0 (3.03) | 59.8 (2.35) | 85.3 (3.36) | 174.9 (6.89) | 329.5 (12.97) | 273.8 (10.78) | 2,316.1 (91.19) |
| 평균 강수일수                                                                         | 14.4         | 15.3         | 19.3          | 18.3          | 13.9         | 9.2          | 7.0         | 6.0         | 7.0         | 13.0         | 18.5          | 18.1          | 160             |
| 평균 상대 습도 (%)                                                                    | 83           | 82           | 82            | 83            | 82           | 78           | 76          | 73          | 74          | 76           | 80            | 81            | 79.2            |
| 출처 1: Meteomanz (평년값: 2013년~2023년)                                             |              |              |               |               |              |              |             |             |             |              |               |               |                 |
| 출처 2: Sistema de Clasificación Bioclimática Mundial (극값: 1957년~1994년, 상대습도) |              |              |               |               |              |              |             |             |             |              |               |               |                 |

## 관광지

### 관광지
- 땅꾸반 뿌라후 화산 (Tangkuban Perahu) - 반둥에서 북쪽으로 약 20km에 위치한 화산.
- 찌아뜨르 온천 (Ciateur Hotspa) - 땅꾸반 뿌라후 화산 전 약 5분 거리에 위치한 온천.

### 반둥을 거쳐 갈 수 있는 관광지
- 욕야카르타(Yogyakarta) - 보로부드르 사원으로 잘 알려진 곳이다.
- 솔로(Solo) - 욕야카르타에서 기차로 약 1시간 소요.
- 스마랑(Semarang) - 중부 자바의 수도.
- 수라바야(Surabaya)- 동부 자바의 수도.
- 덴파사 (Denpasar) - 우리가 발리로 잘 알고 있는 지역.
- 빵안다란(Pangandaran) - 반둥에서 남동부지역에 위치한 바닷가.

## 자매 도시
- 대한민국 경기도 수원시
- 필리핀 세부
- 독일 브런스위크.
- 미국 포트워스